# Чеховка (Херсонская область)
Чеховка (укр. Чеховка) — село в Нижнесерогозской поселковой общине Генического района Херсонской области Украины.
Население по переписи 2001 года составляло 166 человек. В 2015 году — 65 человек. Почтовый индекс — 74731. Телефонный код — 5540. Код КОАТУУ — 6523880505.

## Местный совет
74731, Херсонская область, Нижнесерогозский район, село Вербы, улица Гагарина, 27.